# Riddarhusgränd

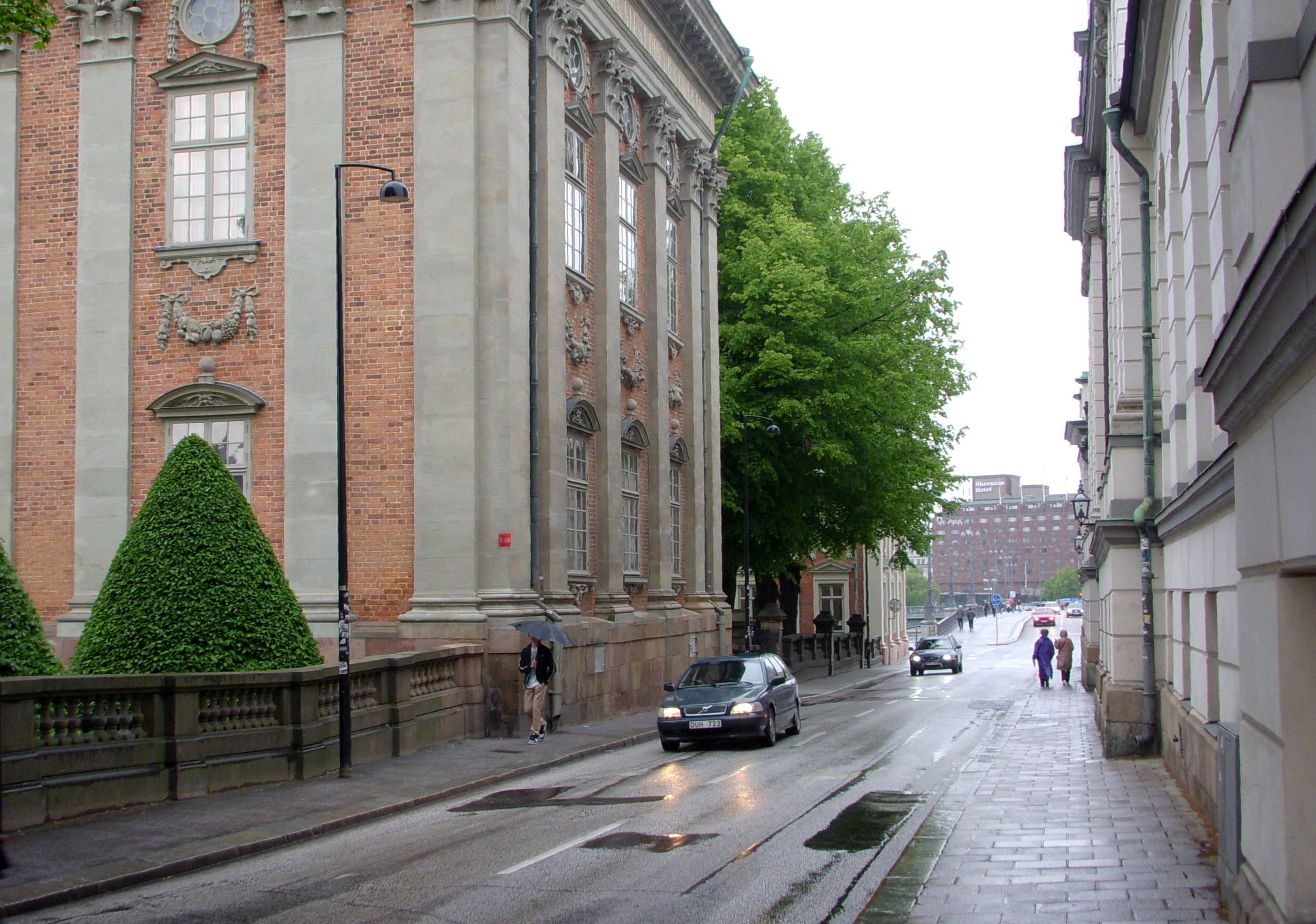
Riddarhusgränd med Vasabron i bakgrunden, Riddarhusets fasad syns till vänster.

Riddarhusgränd är en gata i Gamla stan i Stockholm, den sträcker sig mellan Riddarhuspalatset och Bondeska palatset i nord-sydlig riktning från Vasabron till Myntgatan.
Riddarhusgränden har fått sitt namn efter Riddarhuset (uppförd mellan 1642 och 1674 av Simon de la Vallée) som ligger vid grändens västra sida. 1718 benämnds gatan Riddarhuus Gränden. Riddarhusgränden anlades i samband med Gamla stans första organiserade stadsplanering, som genomfördes efter den "Stora vådelden" 1625.  En av de nya gatorna var Stora Konungsgatan (nuvarande Stora Nygatan) och dagens Riddarhusgränd var den nordliga delen av denna nya paradgata.
Idag (2009) är Riddarhusgränden en hård trafikerad gata som leder trafiken från Vasabron till Munkbroleden.